# Игнашевич, Сергей Николаевич
Серге́й Никола́евич Игнаше́вич (род. 14 июля 1979, Москва) — российский футбольный тренер, ранее выступавший как футболист на позиции защитника.
Воспитанник школы московского «Торпедо», Игнашевич начал профессиональную карьеру на высшем уровне в «Крыльях Советов», за которые выступал с 1999 по 2000 год, после чего перешёл в московский «Локомотив», где играл 3 сезона и в 2002 году впервые стал чемпионом России. В 2004 году подписал контракт с ЦСКА, в составе которого играл до завершения карьеры летом 2018 года. С 2005 по 2008 год был капитаном «армейцев».
С 2002 года Игнашевич регулярно вызывался в сборную России; в составе национальной команды он принял участие в чемпионатах Европы 2008, 2012 и 2016 годов и в чемпионатах мира 2014 и 2018 годов. В некоторых матчах за сборную также являлся капитаном. В 2015 году установил рекорд по числу сыгранных матчей за сборную. Игнашевич — один из шести футболистов, сыгравших 400 матчей в чемпионате России. С 61-м забитым голом на высшем уровне он также является самым результативным российским защитником. Рекордсмен среди всех российских, советских и постсоветских полевых игроков по количеству матчей за карьеру — 815 игр за клубы и сборную; среди всех футболистов второй, уступая в этом вратарю Игорю Акинфееву.
В качестве игрока — шестикратный чемпион России, семикратный обладатель Кубка России, семикратный обладатель Суперкубка России, обладатель Кубка УЕФА, бронзовый призёр чемпионата Европы 2008 года. Заслуженный мастер спорта России (2005), Кавалер ордена Дружбы (12.06.2006) и ордена Почёта (24.07.2018).
Был включён в список 33 лучших футболистов чемпионата 16 раз (14 раз на первой строчке (рекорд), по одному разу на второй и третьей).

## Биография

### Происхождение
Сергей Игнашевич родился в Москве 14 июля 1979 года в белорусско-чувашской семье. Его отец родом из деревни Хоростово Солигорского района Минской области, а мать — уроженка деревни Томлеи Красночетайского района Чувашии. В дошкольном возрасте часто гостил в Беларуси и Чувашии у бабушек и дедушек; семья перестала возить его в Беларусь после аварии на Чернобыльской АЭС. В школе Игнашевич учился хорошо: до 3 класса был отличником, а затем хорошистом; его любимыми предметами были физкультура и география. В 1988 году отец записал Сергея в футбольную школу «Торпедо». В ней Игнашевича называли ленивым и не причисляли к перспективным игрокам. Первым тренером Игнашевича в «Торпедо» был Александр Травников, позже его сменил Виктор Шустиков, который ставил Игнашевича на позицию центрального полузащитника, считая, что у молодого игрока хорошее видение поля и поставленный удар.

### Личная жизнь
Игнашевич женат (его нынешнюю супругу зовут Наталья), является отцом четверых сыновей, двое из которых от первого брака — Роман (род. 1999) и Дмитрий (род. 2002). Третий сын — Сергей (род. 2008), четвёртый — Тимофей (род. 2012).
Дмитрий и Сергей Игнашевичи занимались в футбольной школе ЦСКА. Позже Дмитрий выступал во второй лиге за «Знамя Труда» и «Коломну». С 2023 года играет в любительской третьей лиге за «Спортакадемклуб». Сергей по состоянию на 2022 год выступал в ФШМ.
Игнашевич известен участием в различных благотворительных акциях. Например, в августе 2011 года он выставил игровые футболки известных футболистов на аукцион, вырученные с которого средства пошли на реабилитацию тяжелобольных детей. Аналогичный акт благотворительности защитник совершил перед Евро-2016 совместно с Владимиром Гранатом, собрав деньги на помощь сиротам. С 2009 вёл свой официальный сайт ignashevich.com, где при помощи конференции общался с болельщиками, но в 2013 году объявил о закрытии сайта из-за нехватки времени. Редко даёт интервью, за что ему дали прозвище «Великий немой».
На досуге любит читать. Также любит ходить в театр. Лучшими футбольными друзьями Игнашевича, по его словам, являются Евгений Алдонин, Дейвидас Шемберас и Константин Зырянов. Павел Мамаев заявил, что Игнашевич самый умный футболист, с которым он общался. Его характеризуют как семейного и спокойного человека. Игнашевича также отмечают за его профессионализм и отношение к футболу.

## Профессиональная карьера

### «Спартак-Орехово» и «Крылья Советов»

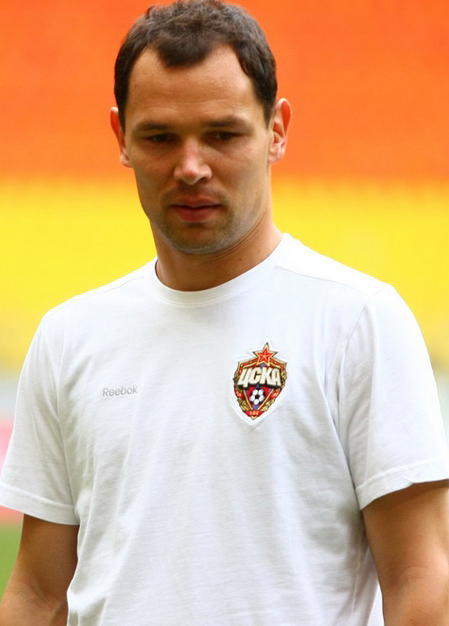
Игнашевич в составе ЦСКА в 2012 году

В начале 1997 года Игнашевич пришёл в молодёжную команду «Спартака», но его техника работы с мячом оказалась недостаточна для центрального полузащитника этой команды, вследствие чего Игнашевич был переведён на позицию центрального защитника. Игнашевичу удалось забить за сезон 15 голов, а его команда заняла в КФК четвёртое место, но внимания дубля «Спартака» молодой защитник не привлёк и, не желая бросать футбол, принял приглашение состоятельного болельщика «Спартака» Сергея Кочкина о переходе в финансируемый им клуб КФК «Патриот». Тренером этой команды был Юрий Севидов, с помощью которого попал в большой футбол — в выступавший тогда в первом дивизионе (ныне Первенство ФНЛ) клуб «Спартак-Орехово». Отыграв 17 матчей за «Спартак-Орехово», Игнашевич (вновь по рекомендации Юрия Севидова) оказался на просмотре в выступавших в высшем дивизионе «Крыльях Советов». Тренер самарского клуба Александр Тарханов заинтересовался игроком, и Игнашевич перешёл в «Крылья». Дебют состоялся в августе 1999 года, в выигранном матче против «Жемчужины». Свой первый гол за «Крылья Советов» Игнашевич забил 25 сентября в матче против «Алании», принеся команде ничью незадолго до конца матча.
В сезоне 2000 года, по собственным воспоминаниям, Игнашевич под влиянием более опытных Александра Бородюка, Мирджалола Касымова и Александра Кирюхина стал намного профессиональнее готовиться к матчам, что позволило Игнашевичу стать твёрдым игроком основного состава: за сезон сыграл 25 матчей и забил 1 гол. В конце чемпионата получил вызов в молодёжную сборную России, а чуть позже ему поступили предложения от серебряного и бронзового призёров чемпионата — московских «Локомотива» и «Торпедо». Игнашевич выбрал «Локомотив».

### «Локомотив»
Несмотря на то, что в межсезонье Игнашевич перенёс оперативное вмешательство на паховых кольцах, на сборах защитник показал себя с лучшей стороны, сразу стал игроком основного состава и, восстановившись после операции, официально дебютировал за «Локомотив» 10 марта 2001 года, в матче чемпионата против «Ростсельмаша». 7 августа Игнашевич забил со штрафного удара свой первый гол в Лиге чемпионов в матче против австрийского «Тироля», ударив с расстояния 35 метров от ворот. Всего за сезон Игнашевич сыграл 33 матча во всех турнирах. Журналистами было отмечено, что оборона московского клуба с приходом Игнашевича стала «почти непробиваемой»; «Локомотив» стал обладателем Кубка России, а в чемпионате «железнодорожники» пропустили 24 гола — третий результат лиги — и вновь стали серебряными призёрами.
В начале следующего сезона, 13 мая, Игнашевич получил сотрясение мозга и перелом носа в столкновении с нападающим волгоградского «Ротора» Денисом Зубко. Ночь после матча игроку пришлось провести в отделении реанимации, но Игнашевич не пропустил ни одной игры «Локомотива» — далее последовала пауза в чемпионате в связи с чемпионатом мира в Японии и Южной Корее, куда Игнашевич приглашён не был. Оборона «железнодорожников» весь сезон играла на хорошем уровне: «Локомотив» пропустил за весь чемпионат всего 14 голов — меньше всех в чемпионате. Единственный гол, забитый Игнашевичем за весь чемпионат — 27 апреля в матче с «Шинником», — принёс «Локомотиву» победу. В матчах Лиги чемпионов Игнашевич был более результативен, отличившись в играх с ГАКом и «Боруссией» из Дортмунда. 21 ноября 2002 года в золотом матче с ЦСКА «Локомотив» одержал победу со счётом 1:0, таким образом и Игнашевич, и его клуб впервые завоевали титул чемпиона России. По итогам сезона Игнашевич впервые попал в список 33 лучших футболистов чемпионата, в котором будет неизменно находиться ещё 15 лет подряд.
Сезон 2003 года Игнашевич начал матчами второго группового этапа Лиги чемпионов против «Милана». В обоих «красно-зелёные» проиграли с одинаковым счётом 0:1. 8 марта в послематчевой серии пенальти «Локомотив» обыграл ЦСКА и завоевал первый в истории Суперкубок России (Игнашевич реализовал свой удар), но за весь сезон «железнодорожникам» больше не удалось «взять» ни одного трофея: чемпионат они завершили на 4-м месте, а в кубке оступились на стадии 1/8 финала. Однако неудачный сезон клуба не помешал Игнашевичу повторить результат прошлого сезона и вновь стать лучшим центральным защитником чемпионата. Последний матч за «Локомотив» Игнашевич провёл 10 декабря 2003 года в матче Лиги чемпионов с «Арсеналом». По окончании сезона Игнашевич отказался продлевать контракт с «железнодорожниками» и на правах свободного агента перешёл в ЦСКА.

### ЦСКА

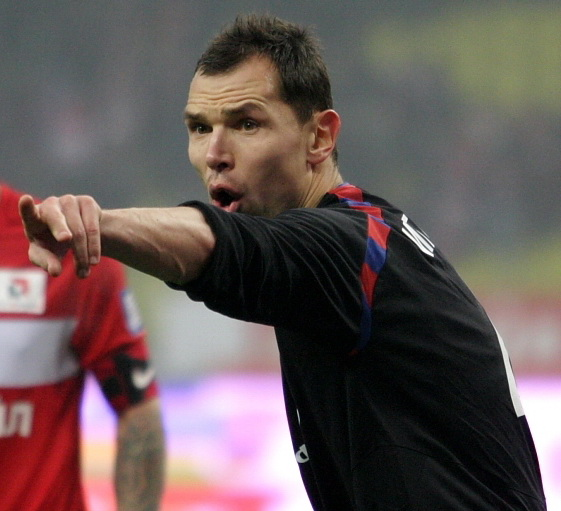
Игнашевич в 2009 году

7 марта Игнашевич дебютировал за ЦСКА в матче за Суперкубок России против принципиального соперника — московского «Спартака». На 40-й минуте Игнашевич не реализовал пенальти, но футболистам ЦСКА это не помешало завоевать трофей, забив два мяча в дополнительное время. Первый матч в чемпионате сыграл 12 марта 2004 года против «Торпедо-Металлурга», а уже в следующем матче РФПЛ против «Динамо» за драку с Дмитрием Булыкиным был удалён с поля и дисквалифицирован на 5 игр. Во время отбытия наказания Игнашевич играл в турнире дублёров. Позже Контрольно-дисциплинарный комитет РФС смягчил наказание обоим игрокам, урезав дисквалификацию до трёх игр, и в игре 5-го тура с «Ростовом» Игнашевич вернулся в состав и даже отличился забитым на 90-й минуте голом. Осенью ходили слухи, что он может перейти в «Спартак», но руководство «красно-белых» опровергло их. В чемпионате России ЦСКА занял 2-е место, уступив «Локомотиву» одно очко. Игра Игнашевича была высоко оценена экспертами: по итогам чемпионата он в третий раз был выбран в список 33-х лучших футболистов чемпионата как лучший центральный защитник, а журналист «Советского спорта» Николай Роганов включил его в символическую сборную чемпионата.
Следующий сезон стал самым успешным в истории ЦСКА: команда выиграла Кубок УЕФА, чемпионат и Кубок страны. Игнашевич занял освободившееся после ухода Сергея Семака место капитана команды и забил 7 мячей за 44 матча сезона, в том числе поразив ворота «Крыльев Советов» в 19-м туре и «Зенита» в 20-м, что принесло «армейцам» ничьи, и забив победные голы в сетку «Рубина» в 26-м туре и «Алании» в последнем матче сезона. Журналисты отметили большой прогресс защитника по ходу сезона и значительный вклад в успех команды. По итогам чемпионата Игнашевич в очередной раз попал в список 33-х лучших игроков чемпионата, по версии нескольких спортивных изданий Игнашевич попал в десятку лучших игроков сезона.

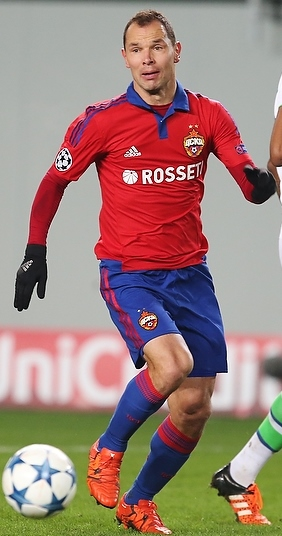
Игнашевич в игре с «Вольфсбургом». 2015 год

Сезон 2006 года тоже был успешным для «армейцев»: ЦСКА начал год с выигрыша Суперкубка России, одолев московский «Спартак» со счётом 3:2, 20 мая огорчил «красно-белых» со счётом 3:0 в финале Кубка России, а в 29-м туре обеспечил себе второе подряд «золото» чемпионата страны. Игнашевич вновь продемонстрировал хороший футбол и 5-й раз подряд вошёл под первым номером в список 33-х лучших футболистов чемпионата. Несмотря на то, что в Лиге чемпионов ЦСКА не вышел из группы, Игнашевич отличился хорошей игрой и привлёк интерес лондонского «Арсенала». Тем не менее, игрок остался в ЦСКА.
В начале следующего сезона Игнашевич отличился результативным ударом в победном матче за Суперкубок против «Спартака» и стал четырёхкратным обладателем этого трофея. Чемпионат же ЦСКА начал не лучшим образом: на старте сезона команда не могла забить забить в 4 официальных матчах подряд, а по итогам первого круга чемпионы России занимали лишь 5-е место. Второй круг команда провела более сильно, и в 30-м туре гол Игнашевича со штрафного удара в ворота казанского «Рубина» принёс ЦСКА бронзовые награды. По ходу сезона в результате конфликта с главным тренером ЦСКА Валерием Газзаевым Игнашевич был лишён капитанской повязки и готовился уходить из стана «красно-синих», но предложений по покупке, устраивающих защитника, не поступило. Несмотря на разногласия с тренером и потерю титула «армейцами», Игнашевич провёл сезон на привычно высоком уровне, став лучшим центральным защитником чемпионата по оценкам «Спорт-Экспресс», а также в очередной раз был выбран под 1-м номером в список 33-х лучших футболистов чемпионата.
Следующий сезон Игнашевич начал уже не в качестве капитана (повязка была отдана Игорю Акинфееву), но остался ключевым игроком основного состава и провёл в чемпионате 28 матчей. Несмотря на неудачный старт (на конец 12-го тура ЦСКА занимал 9-е место), «армейцы» по итогам сезона были награждены серебряными медалями, уступив «золото» «Рубину», а Игнашевича 7-й раз подряд выбрали в список 33-х лучших футболистов чемпионата как лучшего центрального защитника. По ходу сезона были слухи, что он может перейти в «Портсмут» за 10 млн £, но защитник остался в ЦСКА, несмотря на желание уехать за границу.
Уже в первом матче чемпионата 2009 года Игнашевич оформил дубль в ворота «Сатурна», причём оба гола были забиты с игры, а 18 июля — отличился забитым мячом в ворота «Рубина», который сравнял счёт в матче, а через несколько минут Вагнер Лав результативным ударом принёс ЦСКА победу 2:1. Также, летом 2009 года ходили слухи об интересе к игроку английского клуба «Эвертон», но конкретного предложения так и не поступило. В результате частой смены тренеров (в начале 2009 года ЦСКА возглавил знаменитый бразилец Зико, 10 сентября его сменил Хуанде Рамос, а уже 26 октября тренерское кресло занял Леонид Слуцкий) ЦСКА завершил сезон только на 5-м месте, что не помешало Игнашевичу в 8-й раз стать лучшим центральным защитником чемпионата. В декабре 2009 года Игнашевичу и его партнёру по обороне Алексею Березуцкому грозила дисквалификация на два года после обнаружения в их крови катина, одного из метаболитов псевдоэфедрина (это вещество не является допингом, но требует упоминания о себе в специальной форме, чего сделано не было). Медицинский персонал ЦСКА признал, что попросту забыл внести препарат судафед, содержавший псевдоэфедрин, в нужную форму, и в итоге КДК УЕФА фактически оправдал обоих футболистов, дисквалифицировав их всего на один матч.
Несмотря на то, что в 2010 году Игнашевич отметил своё 31-летие, летом того года его трансферная стоимость по оценкам сайта transfermarkt достигла максимума за всю карьеру — около 6 млн фунтов. В начале сезона кандидатурой игрока заинтересовался «Зенит», но ЦСКА отказался продавать своего лидера. В июле Игнашевичем заинтересовался московский «Спартак», но он сразу же отказал «красно-белым», а 1 августа в присутствии 65 тысяч зрителей на 83-й минуте матча забил гол со штрафного в ворота «Спартака», тем самым сравняв счёт в принципиальном дерби. Результативный удар Вагнера Лава в компенсированное время установил окончательный результат — 2:1 в пользу «красно-синих». ЦСКА завершил чемпионат на 2-м месте, а Игнашевич в 10-й раз подряд попал в список 33-х лучших игроков чемпионата. По мнению Николая Писарева, он стал одним из лучших игроков сезона.

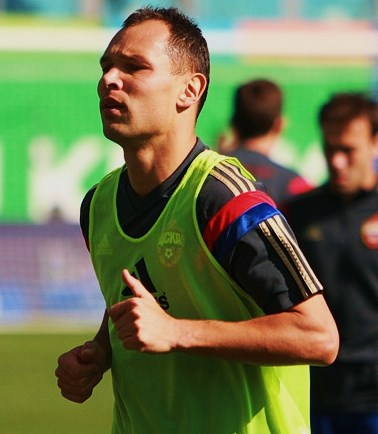
Игнашевич перед матчем с «Локомотивом» в 2014 году

Необычно долгий из-за перехода на систему «осень-весна» сезон 2011/2012 Игнашевич начал очень результативно, забив в 6 первых матчах 4 гола: ПАОКу в Лиге Европы, «Шиннику» в Кубке России и дважды «Амкару» в чемпионате. 8 мая на 4-й минуте матча защитник открыл счёт в матче против московского «Динамо», однако «армейцам» в том матче пришлось довольствоваться ничейным результатом. 18 октября 2011 года, приняв участие в матче Лиги чемпионов ЦСКА — «Трабзонспор» (3:0), Игнашевич сыграл свой 100-й матч в клубных турнирах УЕФА. По ходу сезона ЦСКА лидировал в турнирной таблице с преимуществом в 5 очков, однако из-за большого количества травм не смог удержать свои позиции и по итогам чемпионата занял лишь третье место. По ходу сезона Игнашевича стали критиковать за излишнюю расслабленность, вызванную отсутствием конкуренции за место в основном составе; Тем не менее, по итогам сезона игрок в 11-й раз был включён в список 33-х лучших футболистов чемпионата.
Уже в матче второго тура сезона 2012/2013 против «Амкара» Игнашевич получил красную карточку — первую с 2005 года. В итоге ЦСКА проиграл 3:1. Однако в целом сезон для ЦСКА оказался успешным: «армейцы» впервые с 2006 года завоевали золотые медали чемпионата России, а Игнашевич стал пятикратным чемпионом России. Впервые с сезона 2001 года он ни разу не отличился забитым голом, но в целом вновь показал качественную игру и был в 12-й раз подряд назван лучшим центральным защитником по итогам чемпионата. Столь же удачным для игрока и его клуба выдался сезон 2013/2014: на старте сезона Игнашевич забитым мячом поучаствовал в победе над «Зенитом» в Суперкубке России, а в чемпионате ЦСКА благодаря 10-матчевой победной серии в концовке защитил чемпионский титул. Игнашевич по традиции вошёл в список 33-х лучших игроков чемпионата под первым номером.
В сезоне 2014/15 Игнашевич отыграл все тридцать матчей чемпионата без замен и выиграл в составе ЦСКА серебряные медали, но этот розыгрыш, по мнению некоторых журналистов, стал худшим в карьере защитника: он в целом продемонстрировал слабую игру и совершил несколько грубых ошибок, например, в 27-м туре в игре с «Локомотивом» Байе Умар Нияссе перехватил пас Игнашевича через центр поля и забил гол. «Красно-синие» победили 3:1, но неудачная игра Игнашевича привлекла большое внимание. Тем не менее, главный тренер ЦСКА Леонид Слуцкий высоко оценил игру защитника и сказал, что потеря скорости в результате возраста не сказывается на общем впечатлении от игры Игнашевича. Несмотря на критику со стороны футбольной общественности, он вошёл в список 33-х лучших игроков чемпионата, но впервые под номером 3: ранее 13 раз подряд был признан лучшим центральным защитником РФПЛ.
В следующем сезоне «армейцы» вернули себе чемпионство. Игнашевич сыграл 25 матчей и забил 3 гола (один из которых помог ЦСКА победить «Спартак» в принципиальном дерби), в целом вновь продемонстрировав высококлассный футбол. Валерий Непомнящий заявил, что Игнашевич, несмотря на солидный для футболиста возраст, показывает качественный уровень игры, а Леонид Слуцкий счёл, что защитник «провёл блестящий сезон». Также по итогам сезона Игнашевич в 15-й раз подряд вошёл в список 33-х лучших игроков чемпионата, вернув себе титул лучшего центрального защитника. 4 июля 2016 года продлил контракт с «красно-синими» до окончания сезона 2016/17. 14 апреля 2017 года в игре против «Ростова» (0:0) сыграл свой 500-й матч за ЦСКА.
Чемпионат России 2016/17 Игнашевич начал в качестве основного игрока, но ближе к зиме стал чаще оказываться на скамейке запасных. Главный тренер ЦСКА Леонид Слуцкий говорил, что защитник не выходит на поле не из-за проигрыша конкуренции, а «исходя из конкретных задач на конкретную игру». После зимнего перерыва новым наставником ЦСКА стал Виктор Гончаренко. При нём Игнашевич снова стал чаще появляться на поле, сыграв в 9 из 13 матчей чемпионата. Всего за сезон Игнашевич принял участие в 24 матчах и забил 4 гола. По его итогам, впервые с 2001 года не попал в список 33-х лучших футболистов чемпионата, хотя Владимир Пономарёв и Вагиз Хидиятуллин назвали Игнашевича в числе лучших. В июне продлил контракт с ЦСКА сроком на один год. Летом 2018 года, после выступления на чемпионате мира в России, завершил карьеру игрока.

### Карьера в сборной
Первый официальный матч за молодёжную сборную России Игнашевич провёл 29 марта 2000 года против ровесников из Грузии. Игра завершилась со счётом 1:1. Провёл 8 матчей в отборочном турнире к молодёжному чемпионату Европы 2002 года, но команда не сумела пробиться в финальную часть турнира.

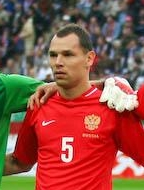
Игнашевич в 2007 году

Игнашевич был близок к вызову на неудачный для сборной России чемпионат мира 2002 года, но не попал в состав и дебютировал в сборной 21 августа 2002 года в матче против сборной Швеции, завершившемся со счётом 1:1. Журналисты отметили надёжную игру сборной в обороне и навыки Игнашевича в созидании. В том же году Игнашевич провёл ещё два матча в рамках отборочного турнира к чемпионату Европы 2004 года. 7 июня 2003 года сделал дубль, забив два первых гола за сборную в матче против Швейцарии, а 6 сентября того же года забил в ворота ирландцев; голы защитника принесли россиянам две ничьих. Игнашевич провёл всё матчи в отборочном цикле, однако в заявку на финальный турнир, на котором Россия не смогла выйти из группы, не попал из-за травмы колена.
В отборочном турнире к мундиалю 2006 года Игнашевич провёл 7 матчей. Сборная России не смогла выйти в финальную часть чемпионата мира, а оборона национальной команды регулярно подвергалась жёсткой критике со стороны журналистов, в особенности после фиаско в матче против Португалии, когда Россия потерпела крупнейшее поражение в своей истории. К началу отбора на чемпионат Европы Игнашевич считался основным защитником сборной, но после прогресса Дениса Колодина за место в составе появилась конкуренция. Игнашевич сыграл бо́льшую часть матчей, но после проигранной в конце отборочного цикла важной игры с Израилем на него вновь обрушилась критика за неубедительную игру и недостаток самоотдачи, и на следующий матч Игнашевич остался на скамейке запасных. Тем не менее, российская сборная пробилась на чемпионат.
На чемпионате Европы 2008 Колодин и Игнашевич являлись основными центральными защитниками сборной. В первой игре россиян с Испанией Гус Хиддинк оставил в запасе и Игнашевича, и его партнёров по ЦСКА братьев Березуцких, что вызвало негодование журналистов и некоторых футболистов. Россия проиграла со счётом 1:4, не сумев ничего противопоставить сделавшему хет-трик Давиду Вилье, и в следующем матче против Греции Игнашевич вышел в основном составе вместе с Денисом Колодиным и заслужил положительные отзывы касательно своей игры. Последний матч группового турнира национальная команда провела с таким же сочетанием центральных защитников: в игре со шведами ворота Акинфеева остались «сухими», а голы Аршавина и Павлюченко вывели Россию в плей-офф. В 1/4 финала соперниками россиян стали Нидерланды; в одном из лучших матчей в своей истории сборная России сенсационно вырвала победу в дополнительное время, а после игры Денис Колодин назвал Игнашевича лучшим защитником турнира. Игру полуфинала с Испанией напарник пропустил из-за дисквалификации, и вместо него вышел Василий Березуцкий, до того пропустивший из-за травмы более месяца. «Фурия Роха» обыграла россиян со счётом 3:0; многие отмечали, что именно вынужденная перестановка в основном составе помешала России сыграть лучше. Матч за третье место не проводился, и команда Гуса Хиддинка разделила бронзовые награды с Турцией. Удачная игра на чемпионате Европы вновь привлекла к Игнашевичу внимание иностранных клубов.

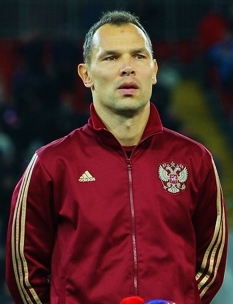
Игнашевич в матче против Черногории. 2015 год

Игнашевич провёл все 10 матчей отбора к чемпионату мира в ЮАР без замен; 5 сентября 2009 года принял участие в 50-й игре за сборную в выигранном со счётом 3:0 матче против Лихтенштейна. Россия заняла второе место в группе и в стыковых матчах не смогла взять верх над Словенией, уступив по правилу выездного гола. В отборе к Евро-2012 Игнашевич, играя в паре с Василием Березуцким, провёл 9 матчей и забил 1 гол; национальная команда вышла в финальную часть турнира с первого места. Незадолго до чемпионата Василий получил травму, и в паре с Игнашевичем его заменил его брат-близнец Алексей. Сыграл все три матча на чемпионате Европы 2012 года, но сборная не смогла выйти из группы.
В ходе отборочного цикла чемпионата мира 2014 года, на который сборная квалифицировалась, заняв 1-е место в своей отборочной группе, Игнашевич вновь был основным игроком команды, проведя девять матчей из десяти. Матч против Алжира в финальной части мундиаля стал для Игнашевича сотым в карьере за сборную, но в целом на первом для Игнашевича чемпионате мира Россия показала слабый футбол, заняв лишь 3-е место в группе.

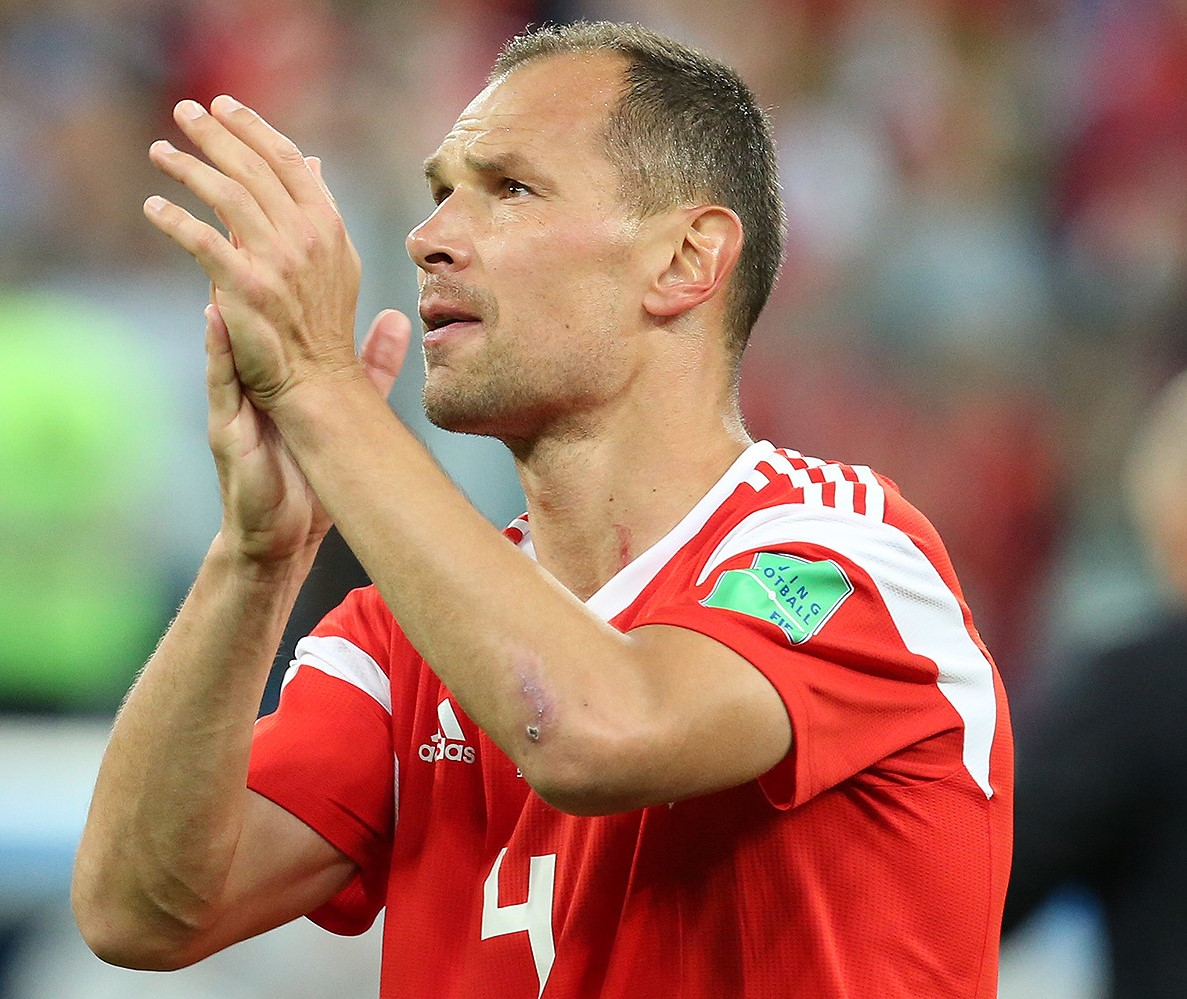
Игнашевич — самый возрастной игрок сборной в истории России и СССР на чемпионатах мира

После товарищеского матча с Беларусью 7 июня 2015 года Игнашевич попал в больницу с диагнозом «атипичная пневмония». Температура держалась и несколько дней до матча, но Игнашевич совместно с тренерским штабом принял решение об участии в игре. Тем не менее, из-за болезни он пропустил следующий матч сборной — отборочный матч чемпионата Европы 2016 против Австрии. 8 сентября 2015 года в матче против сборной Лихтенштейна Игнашевич побил рекорд Виктора Онопко, проведя 110-й матч за сборную России (в число этих 110 матчей включается матч 2012 года Литва — Россия, не внесённый в реестр официальных матчей ФИФА); уже в следующей игре против сборной Молдовы Игнашевич забил гол и с 8-ю забитыми мячами стал самым результативным защитником в истории сборной России, а 17 ноября 2015 года, выйдя на замену в конце матча против сборной Хорватии, побил рекорд того же Онопко по общему числу матчей за сборные (помимо 109 матчей за сборную России, Онопко провёл 4 матча за сборную СССР; на счету Игнашевича стало 114 игр). Игнашевич вновь не уступил никому своё место в центре обороны, проведя все матчи отборочного и финального турнира Евро-2016 без замен; Россия вышла в финальный турнир со второго места в группе, но вновь выступила слабо, заняв последнее место в группе. По мнению Валерия Карпина, Игнашевич был одним из немногих игроков сборной, к которому не было претензий по результатам этого турнира. После чемпионата Игнашевич объявил о завершении выступлений за сборную, но новый тренер национальной команды Станислав Черчесов после беседы с игроком заявил, что Игнашевич «не вычеркивает себя из списка кандидатов, но готов уступить дорогу молодым».
Игнашевич не выступал за сборную 2 года, но 14 мая 2018 года был внесён в расширенный состав команды для подготовки к чемпионату мира 2018 вместо получившего травму Руслана Камболова. 3 июня был обнародован окончательный список игроков, будущих представлять сборную России на мундиале, где фигурировал и Игнашевич. Во всех трёх матчах группового этапа он начинал игру в основном составе в связке с Ильёй Кутеповым. В двух первых поединках турнира Россия уверенно обыграла оппонентов из Саудовской Аравии и Египта, забив 8 голов и пропустив лишь один, тем самым впервые в своей истории обеспечив выход в плей-офф чемпионата мира. Третья игра решала, какое место займет сборная и какой соперник будет противостоять ей в 1/8 финала. В ней россияне уступили уругвайцам. В результате 1 июля в первом матче плей-офф сборной России пришлось играть со сборной Испании. Игнашевич так же, как и в играх группового этапа, появился в основном составе, но уже на одиннадцатой минуте игры после подачи испанцами углового срезал мяч в свои ворота. Этим голом он вошёл в историю футбола, как самый возрастной игрок, забивший автогол на чемпионате мира. Сборная России сравняла счёт уже в первом тайме, реализовав одиннадцатиметровый удар. Поединок проходил при давлении «фурии рохи», но голов футболисты более не забили ни в основное, ни в дополнительное время, доведя дело до серии пенальти. Игнашевич бил вторым и не промахнулся. В итоге национальная команда России обыграла Испанию и вышла в 1/4 финала, где оппонентами россиян стали хорваты. В четвертьфинале дело также дошло до пенальти, и Игнашевич опять реализовал свой удар, но это не помогло сборной выиграть в серии и пройти дальше. После матча через социальные сети объявил о завершении карьеры как в сборной, так и в клубе.
В период с 2002 по 2018 год Игнашевич провёл за сборную 126 матчей и забил 8 голов и является рекордсменом национальной команды по сыгранным матчам за всю историю.

## Стиль игры

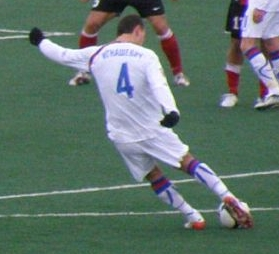
Удар Игнашевича

В начале карьеры Игнашевич позиционировался и как правый защитник, и как опорный полузащитник, но потом стал выступать исключительно в центральной зоне обороны. Из сильных сторон Игнашевича выделяют жёсткость, смелость в борьбе, умение начать атаку первым пасом. Главным недостатоком Игнашевича было отсутствие высокой скорости, но он компенсирует его хорошим чтением игры и выбором позиции. Так характеризовал игру защитника бывший тренер сборной России Дик Адвокат:
«Игнашевич мог бы играть в любом из лучших клубов мира! Как он читает игру, как работает с мячом! У меня просто нет слов»
У Игнашевича был хорошо поставленный удар, и штрафные удары в его исполнении были опасны и на дальней дистанции: например, в 2001 году, ещё будучи игроком «Локомотива», Игнашевич забил «Тиролю» с расстояния 35 метров. За карьеру он забил 28 голов со штрафных ударов. Игра головой считалась также козырем игрока, о чём говорит статистика: 23 гола Игнашевич забил именно ею. За карьеру забил 12 голов с пенальти.
Игнашевич обладал лидерскими качествами, а также имеет характер бойца и всегда руководил партнёрами по команде. Он всегда славился целеустремлённостью и хорошим отношением к тренировкам, что, по мнению Юрия Сёмина, позволяло играть на высшем уровне долгое время.

## Тренерская карьера

#### ЦСКА
В июле 2018 года вошёл в состав тренерского штаба молодёжного состава ЦСКА, однако менее чем через год, 28 мая 2019 года принял решение покинуть армейский клуб, чтобы начать самостоятельную тренерскую карьеру.

#### «Торпедо»
В начале июня 2019 года Игнашевич стал старшим тренером московского «Торпедо». Контракт был заключён по схеме «1+1». 22 июня, в первом матче под его руководством «автозаводцы» со счётом 5:0 в товарищеском матче разгромили английский «Шеффилд», который является старейшим футбольным клубом в мире. Из-за отсутствия у Игнашевича необходимой лицензии Pro главным тренером команды де-юре был заявлен Николай Савичев. В июле РФС отметил, что специалисты без лицензии Pro не могут руководить командой из технической зоны; на официальных сайтах клубов и в СМИ они не могут указываться в качестве главных тренеров, а также давать предматчевую и послематчевую пресс-конференции. Несмотря на это, в СМИ осталась практика именовать «Торпедо» «командой Игнашевича». 24 декабря 2019 года клуб заключил новый контракт с Игнашевичем до лета 2023 года. 18 июня 2020 года утверждён главным тренером «Торпедо» (в релизе пресс-службы клуба сообщается, что «начал обучение в Академии тренерского мастерства на лицензию категории УЕФА-Pro, что позволяет ему возглавлять тренерский штаб команды»). В прерванном из-за пандемии COVID-19 сезоне «Торпедо» заняло 4-е место по итогам сыгранных 27 туров, несмотря на то, что значительную часть сезона команда лидировала в турнирной таблице.
В марте 2021 года «Торпедо» после возобновления сезона проиграло четыре матча подряд, опустилось с четвёртого места на шестое, и 22 марта контракт с Игнашевичем был расторгнут по соглашению сторон.

#### «Балтика»
2 октября 2021 года возглавил калининградскую «Балтику». 3 октября провёл дебютный матч на посту главного тренера, в котором «Балтика» сыграла вничью с «Олимп-Долгопрудным» (1:1). Сезон 2021/22 калининградская команда закончила на 10 месте, при этом дойдя до 1/4 финала Кубка России, установив новый клубный рекорд. По итогам сезона 2022/23 «Балтика» заняла второе место в Первой лиге и вышла в РПЛ. Спустя 25 лет клуб вернулся в высший дивизион российского футбола. После поражения в первом туре от «Велеса» (1:2), началась беспроигрышная серия из 30 матчей, которая закончилась в домашней игре против «Рубина» (0:1).

## Статистика

### Клубная
| Клуб                     | Сезон                    | Чемпионат | Чемпионат | Кубок | Кубок | Суперкубок | Суперкубок | Еврокубки | Еврокубки | Всего | Всего |
| Клуб                     | Сезон                    | Игры      | Голы      | Игры  | Голы  | Игры       | Голы       | Игры      | Голы      | Игры  | Голы  |
| ------------------------ | ------------------------ | --------- | --------- | ----- | ----- | ---------- | ---------- | --------- | --------- | ----- | ----- |
| Спартак-Орехово          | 1999                     | 17        | 0         | 1     | 0     | 0          | 0          | 0         | 0         | 18    | 0     |
| Спартак-Орехово          | Итого                    | 17        | 0         | 1     | 0     | 0          | 0          | 0         | 0         | 18    | 0     |
| Крылья Советов           | 1999                     | 6         | 1         | 1     | 0     | 0          | 0          | 0         | 0         | 7     | 1     |
| Крылья Советов           | 2000                     | 25        | 1         | 2     | 0     | 0          | 0          | 0         | 0         | 27    | 1     |
| Крылья Советов           | Итого                    | 31        | 2         | 3     | 0     | 0          | 0          | 0         | 0         | 34    | 2     |
| Локомотив (Москва)       | 2001                     | 23        | 0         | 2     | 0     | 0          | 0          | 10        | 1         | 35    | 1     |
| Локомотив (Москва)       | 2002                     | 29        | 1         | 0     | 0     | 0          | 0          | 10        | 2         | 39    | 3     |
| Локомотив (Москва)       | 2003                     | 25        | 3         | 2     | 0     | 1          | 0          | 12        | 2         | 40    | 5     |
| Локомотив (Москва)       | Итого                    | 77        | 4         | 4     | 0     | 1          | 0          | 32        | 5         | 114   | 9     |
| ЦСКА (Москва)            | 2004                     | 22        | 1         | 2     | 0     | 1          | 0          | 7         | 0         | 32    | 1     |
| ЦСКА (Москва)            | 2005                     | 22        | 5         | 6     | 0     | 0          | 0          | 16        | 2         | 44    | 7     |
| ЦСКА (Москва)            | 2006                     | 26        | 2         | 6     | 1     | 1          | 0          | 6         | 0         | 39    | 3     |
| ЦСКА (Москва)            | 2007                     | 26        | 3         | 5     | 0     | 1          | 1          | 7         | 0         | 39    | 4     |
| ЦСКА (Москва)            | 2008                     | 28        | 4         | 2     | 1     | 0          | 0          | 6         | 0         | 36    | 5     |
| ЦСКА (Москва)            | 2009                     | 29        | 3         | 4     | 0     | 1          | 0          | 9         | 0         | 43    | 3     |
| ЦСКА (Москва)            | 2010                     | 28        | 2         | 1     | 0     | 1          | 0          | 10        | 1         | 40    | 3     |
| ЦСКА (Москва)            | 2011/12                  | 38        | 5         | 4     | 2     | 1          | 0          | 12        | 1         | 55    | 8     |
| ЦСКА (Москва)            | 2012/13                  | 28        | 0         | 3     | 0     | 0          | 0          | 2         | 0         | 33    | 0     |
| ЦСКА (Москва)            | 2013/14                  | 30        | 2         | 1     | 0     | 1          | 1          | 6         | 0         | 38    | 3     |
| ЦСКА (Москва)            | 2014/15                  | 30        | 0         | 2     | 0     | 1          | 0          | 6         | 0         | 39    | 0     |
| ЦСКА (Москва)            | 2015/16                  | 25        | 3         | 3     | 0     | 0          | 0          | 10        | 1         | 38    | 4     |
| ЦСКА (Москва)            | 2016/17                  | 24        | 4         | 0     | 0     | 1          | 0          | 4         | 0         | 29    | 4     |
| ЦСКА (Москва)            | 2017/18                  | 25        | 1         | 0     | 0     | 0          | 0          | 11        | 0         | 36    | 1     |
| ЦСКА (Москва)            | Итого                    | 381       | 35        | 39    | 4     | 9          | 2          | 112       | 5         | 541   | 46    |
| Всего в высшей лиге      | Всего в высшей лиге      | 489       | 41        | 46    | 4     | 10         | 2          | 144       | 10        | 689   | 57    |
| Всего во всех дивизионах | Всего во всех дивизионах | 506       | 41        | 47    | 4     | 10         | 2          | 144       | 10        | 707   | 57    |

### В сборной

#### Матчи за молодёжную сборную
| Матчи и голы Игнашевича за молодёжную сборную России | Матчи и голы Игнашевича за молодёжную сборную России | Матчи и голы Игнашевича за молодёжную сборную России | Матчи и голы Игнашевича за молодёжную сборную России | Матчи и голы Игнашевича за молодёжную сборную России | Матчи и голы Игнашевича за молодёжную сборную России | Матчи и голы Игнашевича за молодёжную сборную России |
| №                                                    | Дата                                                 | Оппонент                                             | Счёт                                                 | Голы                                                 | Соревнование                                         |                                                      |
| ---------------------------------------------------- | ---------------------------------------------------- | ---------------------------------------------------- | ---------------------------------------------------- | ---------------------------------------------------- | ---------------------------------------------------- | ---------------------------------------------------- |
| 1                                                    | 29 марта 2000                                        | Грузия                                               | 1:1                                                  | —                                                    | Товарищеский матч                                    |                                                      |
| 2                                                    | 3 июня 2000                                          | Швеция                                               | 0:1                                                  | —                                                    | Товарищеский матч                                    |                                                      |
| 3                                                    | 16 августа 2000                                      | Франция                                              | 1:1                                                  | —                                                    | Товарищеский матч                                    |                                                      |
| 4                                                    | 1 сентября 2000                                      | Швейцария                                            | 1:3                                                  | —                                                    | Отборочный матч молодёжного ЧЕ 2002 г.               |                                                      |
| 5                                                    | 11 ноября 2000                                       | Люксембург                                           | 2:0                                                  | —                                                    | Отборочный матч молодёжного ЧЕ 2002 г.               |                                                      |
| 6                                                    | 24 марта 2001                                        | Словения                                             | 0:0                                                  |                                                      | Отборочный матч молодёжного ЧЕ 2002 г.               |                                                      |
| 7                                                    | 25 апреля 2001                                       | Югославия                                            | 0:0                                                  |                                                      | Отборочный матч молодёжного ЧЕ 2002 г.               |                                                      |
| 8                                                    | 2 июня 2001                                          | Югославия                                            | 2:0                                                  |                                                      | Отборочный матч молодёжного ЧЕ 2002 г.               |                                                      |
| 9                                                    | 6 июня 2001                                          | Люксембург                                           | 10:0                                                 |                                                      | Отборочный матч молодёжного ЧЕ 2002 г.               |                                                      |
| 10                                                   | 14 августа 2001                                      | Франция                                              | 3:2                                                  | —                                                    | Товарищеский матч                                    |                                                      |
| 11                                                   | 1 сентября 2001                                      | Словения                                             | 2:0                                                  |                                                      | Отборочный матч молодёжного ЧЕ 2002 г.               |                                                      |
| 12                                                   | 5 октября 2001                                       | Швейцария                                            | 3:3                                                  |                                                      | Отборочный матч молодёжного ЧЕ 2002 г.               |                                                      |

Итого: 12 матчей / 0 голов; 5 побед, 5 ничьих, 2 поражения.

#### Матчи за первую сборную
| Матчи и голы Игнашевича за сборную России | Матчи и голы Игнашевича за сборную России | Матчи и голы Игнашевича за сборную России | Матчи и голы Игнашевича за сборную России | Матчи и голы Игнашевича за сборную России | Матчи и голы Игнашевича за сборную России | Матчи и голы Игнашевича за сборную России |
| №                                         | Дата                                      | Оппонент                                  | Счёт                                      | Голы                                      | Соревнование                              |                                           |
| ----------------------------------------- | ----------------------------------------- | ----------------------------------------- | ----------------------------------------- | ----------------------------------------- | ----------------------------------------- | ----------------------------------------- |
| 1                                         | 21 августа 2002                           | Швеция                                    | 1:1                                       | —                                         | Товарищеский матч                         |                                           |
| 2                                         | 7 сентября 2002                           | Ирландия                                  | 4:2                                       | —                                         | Отборочные матчи ЧЕ-2004                  |                                           |
| 3                                         | 16 октября 2002                           | Албания                                   | 4:1                                       | —                                         | Отборочные матчи ЧЕ-2004                  |                                           |
| 4                                         | 29 марта 2003                             | Албания                                   | 1:3                                       | —                                         | Отборочные матчи ЧЕ-2004                  |                                           |
| 5                                         | 30 апреля 2003                            | Грузия                                    | 0:1                                       | —                                         | Отборочные матчи ЧЕ-2004                  |                                           |
| 6                                         | 7 июня 2003                               | Швейцария                                 | 2:2                                       | 2                                         | Отборочные матчи ЧЕ-2004                  |                                           |
| 7                                         | 20 августа 2003                           | Израиль                                   | 1:2                                       | —                                         | Товарищеский матч                         |                                           |
| 8                                         | 6 сентября 2003                           | Ирландия                                  | 1:1                                       | 1                                         | Отборочные матчи ЧЕ-2004                  |                                           |
| 9                                         | 10 сентября 2003                          | Швейцария                                 | 4:1                                       | —                                         | Отборочные матчи ЧЕ-2004                  |                                           |
| 10                                        | 11 октября 2003                           | Грузия                                    | 3:1                                       | —                                         | Отборочные матчи ЧЕ-2004                  |                                           |
| 11                                        | 15 ноября 2003                            | Уэльс                                     | 0:0                                       | —                                         | Стыковые матчи отборочного цикла ЧЕ-2004  |                                           |
| 12                                        | 19 ноября 2003                            | Уэльс                                     | 1:0                                       | —                                         | Стыковые матчи отборочного цикла ЧЕ-2004  |                                           |
| 13                                        | 31 марта 2004                             | Болгария                                  | 2:2                                       | —                                         | Товарищеский матч                         |                                           |
| 14                                        | 28 апреля 2004                            | Норвегия                                  | 2:3                                       | —                                         | Товарищеский матч                         |                                           |
| 15                                        | 9 октября 2004                            | Люксембург                                | 4:0                                       | —                                         | Отборочные матчи ЧМ-2006                  |                                           |
| 16                                        | 13 октября 2004                           | Португалия                                | 1:7                                       | —                                         | Отборочные матчи ЧМ-2006                  |                                           |
| 17                                        | 26 марта 2005                             | Лихтенштейн                               | 2:1                                       | —                                         | Отборочные матчи ЧМ-2006                  |                                           |
| 18                                        | 30 марта 2005                             | Эстония                                   | 1:1                                       | —                                         | Отборочные матчи ЧМ-2006                  |                                           |
| 19                                        | 17 августа 2005                           | Латвия                                    | 1:1                                       | —                                         | Отборочные матчи ЧМ-2006                  |                                           |
| 20                                        | 3 сентября 2005                           | Лихтенштейн                               | 2:0                                       | —                                         | Отборочные матчи ЧМ-2006                  |                                           |
| 21                                        | 7 сентября 2005                           | Португалия                                | 0:0                                       | —                                         | Отборочные матчи ЧМ-2006                  |                                           |
| 22                                        | 1 марта 2006                              | Бразилия                                  | 0:1                                       | —                                         | Товарищеский матч                         |                                           |
| 23                                        | 27 мая 2006                               | Испания                                   | 0:0                                       | —                                         | Товарищеский матч                         |                                           |
| 24                                        | 16 августа 2006                           | Латвия                                    | 1:0                                       | —                                         | Товарищеский матч                         |                                           |
| 25                                        | 6 сентября 2006                           | Хорватия                                  | 0:0                                       | —                                         | Отборочные матчи ЧЕ-2008                  |                                           |
| 26                                        | 7 октября 2006                            | Израиль                                   | 1:1                                       | —                                         | Отборочные матчи ЧЕ-2008                  |                                           |
| 27                                        | 11 октября 2006                           | Эстония                                   | 2:0                                       | —                                         | Отборочные матчи ЧЕ-2008                  |                                           |
| 28                                        | 24 марта 2007                             | Эстония                                   | 2:0                                       | —                                         | Отборочные матчи ЧЕ-2008                  |                                           |
| 29                                        | 2 июня 2007                               | Андорра                                   | 4:0                                       | —                                         | Отборочные матчи ЧЕ-2008                  |                                           |
| 30                                        | 6 июня 2007                               | Хорватия                                  | 0:0                                       | —                                         | Отборочные матчи ЧЕ-2008                  |                                           |
| 31                                        | 8 сентября 2007                           | Северная Македония                        | 3:0                                       | —                                         | Отборочные матчи ЧЕ-2008                  |                                           |
| 32                                        | 12 сентября 2007                          | Англия                                    | 0:3                                       | —                                         | Отборочные матчи ЧЕ-2008                  |                                           |
| 33                                        | 17 октября 2007                           | Англия                                    | 2:1                                       | —                                         | Отборочные матчи ЧЕ-2008                  |                                           |
| 34                                        | 17 ноября 2007                            | Израиль                                   | 1:2                                       | —                                         | Отборочные матчи ЧЕ-2008                  |                                           |
| 35                                        | 26 марта 2008                             | Румыния                                   | 0:3                                       | —                                         | Товарищеский матч                         |                                           |
| 36                                        | 23 мая 2008                               | Казахстан                                 | 6:0                                       | —                                         | Товарищеский матч                         |                                           |
| 37                                        | 4 июня 2008                               | Литва                                     | 4:1                                       | —                                         | Товарищеский матч                         |                                           |
| 38                                        | 14 июня 2008                              | Греция                                    | 1:0                                       | —                                         | Финальные матчи ЧЕ-2008                   |                                           |
| 39                                        | 18 июня 2008                              | Швеция                                    | 2:0                                       | —                                         | Финальные матчи ЧЕ-2008                   |                                           |
| 40                                        | 21 июня 2008                              | Нидерланды                                | 3:1                                       | —                                         | Финальные матчи ЧЕ-2008                   |                                           |
| 41                                        | 26 июня 2008                              | Испания                                   | 0:3                                       | —                                         | Финальные матчи ЧЕ-2008                   |                                           |
| 42                                        | 20 августа 2008                           | Нидерланды                                | 1:1                                       | —                                         | Товарищеский матч                         |                                           |
| 43                                        | 10 сентября 2008                          | Уэльс                                     | 2:1                                       | —                                         | Отборочные матчи ЧМ-2010                  |                                           |
| 44                                        | 11 октября 2008                           | Германия                                  | 1:2                                       | —                                         | Отборочные матчи ЧМ-2010                  |                                           |
| 45                                        | 15 октября 2008                           | Финляндия                                 | 3:0                                       | —                                         | Отборочные матчи ЧМ-2010                  |                                           |
| 46                                        | 28 марта 2009                             | Азербайджан                               | 2:0                                       | —                                         | Отборочные матчи ЧМ-2010                  |                                           |
| 47                                        | 1 апреля 2009                             | Лихтенштейн                               | 1:0                                       | —                                         | Отборочные матчи ЧМ-2010                  |                                           |
| 48                                        | 10 июня 2009                              | Финляндия                                 | 3:0                                       | —                                         | Отборочные матчи ЧМ-2010                  |                                           |
| 49                                        | 12 августа 2009                           | Аргентина                                 | 2:3                                       | —                                         | Товарищеский матч                         |                                           |
| 50                                        | 5 сентября 2009                           | Лихтенштейн                               | 3:0                                       | —                                         | Отборочные матчи ЧМ-2010                  |                                           |
| 51                                        | 9 сентября 2009                           | Уэльс                                     | 3:1                                       | 1                                         | Отборочные матчи ЧМ-2010                  |                                           |
| 52                                        | 10 октября 2009                           | Германия                                  | 0:1                                       | —                                         | Отборочные матчи ЧМ-2010                  |                                           |
| 53                                        | 14 октября 2009                           | Азербайджан                               | 1:1                                       | —                                         | Отборочные матчи ЧМ-2010                  |                                           |
| 54                                        | 14 ноября 2009                            | Словения                                  | 2:1                                       | —                                         | Стыковые матчи отборочного цикла ЧМ-2010  |                                           |
| 55                                        | 18 ноября 2009                            | Словения                                  | 0:1                                       | —                                         | Стыковые матчи отборочного цикла ЧМ-2010  |                                           |
| 56                                        | 3 марта 2010                              | Венгрия                                   | 1:1                                       | —                                         | Товарищеский матч                         |                                           |
| 57                                        | 11 августа 2010                           | Болгария                                  | 1:0                                       | —                                         | Товарищеский матч                         |                                           |
| 58                                        | 3 сентября 2010                           | Андорра                                   | 2:0                                       | —                                         | Отборочные матчи ЧЕ-2012                  |                                           |
| 59                                        | 7 сентября 2010                           | Словакия                                  | 0:1                                       | —                                         | Отборочные матчи ЧЕ-2012                  |                                           |
| 60                                        | 8 октября 2010                            | Ирландия                                  | 3:2                                       | —                                         | Отборочные матчи ЧЕ-2012                  |                                           |
| 61                                        | 12 октября 2010                           | Северная Македония                        | 1:0                                       | —                                         | Отборочные матчи ЧЕ-2012                  |                                           |
| 62                                        | 17 ноября 2010                            | Бельгия                                   | 0:2                                       | —                                         | Товарищеский матч                         |                                           |
| 63                                        | 9 февраля 2011                            | Иран                                      | 0:1                                       | —                                         | Товарищеский матч                         |                                           |
| 64                                        | 26 марта 2011                             | Армения                                   | 0:0                                       | —                                         | Отборочные матчи ЧЕ-2012                  |                                           |
| 65                                        | 29 марта 2011                             | Катар                                     | 1:1                                       | —                                         | Товарищеский матч                         |                                           |
| 66                                        | 4 июня 2011                               | Армения                                   | 3:1                                       | —                                         | Отборочные матчи ЧЕ-2012                  |                                           |
| 67                                        | 10 августа 2011                           | Сербия                                    | 1:0                                       | —                                         | Товарищеский матч                         |                                           |
| 68                                        | 6 сентября 2011                           | Ирландия                                  | 0:0                                       | —                                         | Отборочные матчи ЧЕ-2012                  |                                           |
| 69                                        | 7 октября 2011                            | Словакия                                  | 1:0                                       | —                                         | Отборочные матчи ЧЕ-2012                  |                                           |
| 70                                        | 11 октября 2011                           | Андорра                                   | 6:0                                       | 1                                         | Отборочные матчи ЧЕ-2012                  |                                           |
| 71                                        | 11 ноября 2011                            | Греция                                    | 1:1                                       | —                                         | Товарищеский матч                         |                                           |
| 72                                        | 29 февраля 2012                           | Дания                                     | 2:0                                       | —                                         | Товарищеский матч                         |                                           |
| 73                                        | 25 мая 2012                               | Уругвай                                   | 1:1                                       | —                                         | Товарищеский матч                         |                                           |
| н/о                                       | 29 мая 2012                               | Литва                                     | 0:0                                       | —                                         | Товарищеский матч                         |                                           |
| 74                                        | 1 июня 2012                               | Италия                                    | 3:0                                       | —                                         | Товарищеский матч                         |                                           |
| 75                                        | 8 июня 2012                               | Чехия                                     | 4:1                                       | —                                         | Финальные матчи ЧЕ-2012                   |                                           |
| 76                                        | 12 июня 2012                              | Польша                                    | 1:1                                       | —                                         | Финальные матчи ЧЕ-2012                   |                                           |
| 77                                        | 16 июня 2012                              | Греция                                    | 0:1                                       | —                                         | Финальные матчи ЧЕ-2012                   |                                           |
| 78                                        | 15 августа 2012                           | Кот-д’Ивуар                               | 1:1                                       | —                                         | Товарищеский матч                         |                                           |
| 79                                        | 7 сентября 2012                           | Северная Ирландия                         | 2:0                                       | —                                         | Отборочные матчи ЧМ-2014                  |                                           |
| 80                                        | 11 сентября 2012                          | Израиль                                   | 4:0                                       | —                                         | Отборочные матчи ЧМ-2014                  |                                           |
| 81                                        | 12 октября 2012                           | Португалия                                | 1:0                                       | —                                         | Отборочные матчи ЧМ-2014                  |                                           |
| 82                                        | 16 октября 2012                           | Азербайджан                               | 1:0                                       | —                                         | Отборочные матчи ЧМ-2014                  |                                           |
| 83                                        | 14 ноября 2012                            | США                                       | 2:2                                       | —                                         | Товарищеский матч                         |                                           |
| 84                                        | 6 февраля 2013                            | Исландия                                  | 2:0                                       | —                                         | Товарищеский матч                         |                                           |
| 85                                        | 25 марта 2013                             | Бразилия                                  | 1:1                                       | —                                         | Товарищеский матч                         |                                           |
| 86                                        | 7 июня 2013                               | Португалия                                | 0:1                                       | —                                         | Отборочные матчи ЧМ-2014                  |                                           |
| 87                                        | 14 августа 2013                           | Северная Ирландия                         | 0:1                                       | —                                         | Отборочные матчи ЧМ-2014                  |                                           |
| 88                                        | 6 сентября 2013                           | Люксембург                                | 4:1                                       | —                                         | Отборочные матчи ЧМ-2014                  |                                           |
| 89                                        | 10 сентября 2013                          | Израиль                                   | 3:1                                       | —                                         | Отборочные матчи ЧМ-2014                  |                                           |
| 90                                        | 15 октября 2013                           | Азербайджан                               | 1:1                                       | —                                         | Отборочные матчи ЧМ-2014                  |                                           |
| 91                                        | 15 ноября 2013                            | Сербия                                    | 1:1                                       | —                                         | Товарищеский матч                         |                                           |
| 92                                        | 19 ноября 2013                            | Республика Корея                          | 2:1                                       | —                                         | Товарищеский матч                         |                                           |
| 93                                        | 5 марта 2014                              | Армения                                   | 2:0                                       | —                                         | Товарищеский матч                         |                                           |
| 94                                        | 26 мая 2014                               | Словакия                                  | 1:0                                       | —                                         | Товарищеский матч                         |                                           |
| 95                                        | 31 мая 2014                               | Норвегия                                  | 1:1                                       | —                                         | Товарищеский матч                         |                                           |
| 96                                        | 6 июня 2014                               | Марокко                                   | 2:0                                       | —                                         | Товарищеский матч                         |                                           |
| 97                                        | 18 июня 2014                              | Республика Корея                          | 1:1                                       | —                                         | Финальные матчи ЧМ-2014                   |                                           |
| 98                                        | 22 июня 2014                              | Бельгия                                   | 0:1                                       | —                                         | Финальные матчи ЧМ-2014                   |                                           |
| 99                                        | 26 июня 2014                              | Алжир                                     | 1:1                                       | —                                         | Финальные матчи ЧМ-2014                   |                                           |
| 100                                       | 3 сентября 2014                           | Азербайджан                               | 4:0                                       | 1                                         | Товарищеский матч                         |                                           |
| 101                                       | 8 сентября 2014                           | Лихтенштейн                               | 4:0                                       | —                                         | Отборочные матчи ЧЕ-2016                  |                                           |
| 102                                       | 9 октября 2014                            | Швеция                                    | 1:1                                       | —                                         | Отборочные матчи ЧЕ-2016                  |                                           |
| 103                                       | 12 октября 2014                           | Молдова                                   | 1:1                                       | —                                         | Отборочные матчи ЧЕ-2016                  |                                           |
| 104                                       | 15 ноября 2014                            | Австрия                                   | 0:1                                       | —                                         | Отборочные матчи ЧЕ-2016                  |                                           |
| 105                                       | 18 ноября 2014                            | Венгрия                                   | 2:1                                       | 1                                         | Товарищеский матч                         |                                           |
| 106                                       | 27 марта 2015                             | Черногория                                | 3:0                                       | —                                         | Отборочные матчи ЧЕ-2016                  |                                           |
| 107                                       | 7 июня 2015                               | Беларусь                                  | 4:2                                       | —                                         | Товарищеский матч                         |                                           |
| 108                                       | 5 сентября 2015                           | Швеция                                    | 1:0                                       | —                                         | Отборочные матчи ЧЕ-2016                  |                                           |
| 109                                       | 8 сентября 2015                           | Лихтенштейн                               | 7:0                                       | —                                         | Отборочные матчи ЧЕ-2016                  |                                           |
| 110                                       | 9 октября 2015                            | Молдова                                   | 2:1                                       | 1                                         | Отборочные матчи ЧЕ-2016                  |                                           |
| 111                                       | 12 октября 2015                           | Черногория                                | 2:0                                       | —                                         | Отборочные матчи ЧЕ-2016                  |                                           |
| 112                                       | 14 ноября 2015                            | Португалия                                | 1:0                                       | —                                         | Товарищеский матч                         |                                           |
| 113                                       | 17 ноября 2015                            | Хорватия                                  | 1:3                                       | —                                         | Товарищеский матч                         |                                           |
| 114                                       | 26 марта 2016                             | Литва                                     | 3:0                                       | —                                         | Товарищеский матч                         |                                           |
| 115                                       | 1 июня 2016                               | Чехия                                     | 1:2                                       | —                                         | Товарищеский матч                         |                                           |
| 116                                       | 5 июня 2016                               | Сербия                                    | 1:1                                       | —                                         | Товарищеский матч                         |                                           |
| 117                                       | 11 июня 2016                              | Англия                                    | 1:1                                       | —                                         | Финальные матчи ЧЕ-2016                   |                                           |
| 118                                       | 15 июня 2016                              | Словакия                                  | 1:2                                       | —                                         | Финальные матчи ЧЕ-2016                   |                                           |
| 119                                       | 20 июня 2016                              | Уэльс                                     | 0:3                                       | —                                         | Финальные матчи ЧЕ-2016                   |                                           |
| 120                                       | 30 мая 2018                               | Австрия                                   | 0:1                                       | —                                         | Товарищеский матч                         |                                           |
| 121                                       | 5 июня 2018                               | Турция                                    | 1:1                                       | —                                         | Товарищеский матч                         |                                           |
| 122                                       | 14 июня 2018                              | Саудовская Аравия                         | 5:0                                       | —                                         | Финальные матчи ЧМ-2018                   |                                           |
| 123                                       | 19 июня 2018                              | Египет                                    | 3:1                                       | —                                         | Финальные матчи ЧМ-2018                   |                                           |
| 124                                       | 25 июня 2018                              | Уругвай                                   | 0:3                                       | —                                         | Финальные матчи ЧМ-2018                   |                                           |
| 125                                       | 1 июля 2018                               | Испания                                   | 1:1(п. 4:3)                               | —                                         | Финальные матчи ЧМ-2018                   |                                           |
| 126                                       | 7 июля 2018                               | Хорватия                                  | 2:2(п. 3:4)                               | —                                         | Финальные матчи ЧМ-2018                   |                                           |

Итого: 126 матчей / 8 голов; 63 победы, 34 ничьи, 29 поражений (без учёта матча Россия — Литва 29.05.2012).
| Год   | Отборочные матчи ЧМ | Отборочные матчи ЧМ | Финальные матчи ЧМ | Финальные матчи ЧМ | Отборочные матчи ЧЕ | Отборочные матчи ЧЕ | Финальные матчи ЧЕ | Финальные матчи ЧЕ | Товарищеские матчи | Товарищеские матчи | Всего | Всего |
| Год   | Игры                | Голы                | Игры               | Голы               | Игры                | Голы                | Игры               | Голы               | Игры               | Голы               | Игры  | Голы  |
| ----- | ------------------- | ------------------- | ------------------ | ------------------ | ------------------- | ------------------- | ------------------ | ------------------ | ------------------ | ------------------ | ----- | ----- |
| 2002  | 0                   | 0                   | 0                  | 0                  | 2                   | 0                   | 0                  | 0                  | 1                  | 0                  | 3     | 0     |
| 2003  | 0                   | 0                   | 0                  | 0                  | 8                   | 3                   | 0                  | 0                  | 1                  | 0                  | 9     | 3     |
| 2004  | 2                   | 0                   | 0                  | 0                  | 0                   | 0                   | 0                  | 0                  | 2                  | 0                  | 4     | 0     |
| 2005  | 5                   | 0                   | 0                  | 0                  | 0                   | 0                   | 0                  | 0                  | 0                  | 0                  | 5     | 0     |
| 2006  | 0                   | 0                   | 0                  | 0                  | 3                   | 0                   | 0                  | 0                  | 3                  | 0                  | 6     | 0     |
| 2007  | 0                   | 0                   | 0                  | 0                  | 7                   | 0                   | 0                  | 0                  | 0                  | 0                  | 7     | 0     |
| 2008  | 3                   | 0                   | 0                  | 0                  | 0                   | 0                   | 4                  | 0                  | 4                  | 0                  | 11    | 0     |
| 2009  | 9                   | 1                   | 0                  | 0                  | 0                   | 0                   | 0                  | 0                  | 1                  | 0                  | 10    | 1     |
| 2010  | 0                   | 0                   | 0                  | 0                  | 4                   | 0                   | 0                  | 0                  | 3                  | 0                  | 7     | 0     |
| 2011  | 0                   | 0                   | 0                  | 0                  | 5                   | 1                   | 0                  | 0                  | 4                  | 0                  | 9     | 1     |
| 2012  | 4                   | 0                   | 0                  | 0                  | 0                   | 0                   | 3                  | 0                  | 5                  | 0                  | 12    | 0     |
| 2013  | 5                   | 0                   | 0                  | 0                  | 0                   | 0                   | 0                  | 0                  | 4                  | 0                  | 9     | 0     |
| 2014  | 0                   | 0                   | 3                  | 0                  | 4                   | 0                   | 0                  | 0                  | 6                  | 2                  | 13    | 2     |
| 2015  | 0                   | 0                   | 0                  | 0                  | 5                   | 1                   | 0                  | 0                  | 3                  | 0                  | 8     | 1     |
| 2016  | 0                   | 0                   | 0                  | 0                  | 0                   | 0                   | 3                  | 0                  | 3                  | 0                  | 6     | 0     |
| 2017  | 0                   | 0                   | 0                  | 0                  | 0                   | 0                   | 0                  | 0                  | 0                  | 0                  | 0     | 0     |
| 2018  | 0                   | 0                   | 5                  | 0                  | 0                   | 0                   | 0                  | 0                  | 2                  | 0                  | 7     | 0     |
| Всего | 28                  | 1                   | 8                  | 0                  | 38                  | 5                   | 10                 | 0                  | 42                 | 2                  | 126   | 8     |

### Тренерская
| Команда            | Начало работы  | Окончание работы | Результаты | Результаты | Результаты | Результаты | Результаты | Результаты | Результаты | Результаты |
| Команда            | Начало работы  | Окончание работы | И          | В          | Н          | П          | ГЗ         | ГП         | РМ         | В %        |
| ------------------ | -------------- | ---------------- | ---------- | ---------- | ---------- | ---------- | ---------- | ---------- | ---------- | ---------- |
| «Торпедо» (Москва) | 18 июня 2020   | 22 марта 2021    | 63         | 35         | 11         | 17         | 106        | 70         | +36        | 055,56     |
| «Балтика»          | 2 октября 2021 | 2 июня 2024      | 105        | 44         | 27         | 34         | 167        | 125        | +42        | 041,90     |
| Всего              | Всего          | Всего            | 168        | 79         | 38         | 51         | 273        | 195        | +78        | 047,02     |

## Достижения

### Командные

#### Игрок
«Локомотив» (Москва)
- Чемпион России: 2002
- Серебряный призёр Чемпионата России: 2001
- Обладатель Кубка России: 2000/01
- Обладатель Суперкубка России: 2003
- Итого : 3 трофея

ЦСКА (Москва)
- Чемпион России (5): 2005, 2006, 2012/13, 2013/14, 2015/16
- Серебряный призёр чемпионата России (6): 2004, 2008, 2010, 2014/15, 2016/17, 2017/18
- Бронзовый призёр чемпионата России (2): 2007, 2011/12.
- Обладатель Кубка России (6): 2004/05, 2005/06, 2007/08, 2008/09, 2010/11, 2012/13 (рекорд лиги — всего 7 кубков).
- Обладатель Суперкубка России (6): 2004, 2006, 2007, 2009, 2013, 2014.
- Обладатель Кубка УЕФА: 2004/05
- Итого : 18 трофеев

Сборная России
- Бронзовый призёр чемпионата Европы 2008.

#### Тренер
«Балтика»
- Серебряный призёр Первой лиги: 2022/23
- Финалист Кубка России: 2023/24

### Личные
- Награждён орденами Дружбы (12 июня 2006)[175] и Почёта (24 июля 2018)[176].
- С 2005 года Заслуженный мастер спорта России[177].
- В списках 33 лучших футболистов чемпионата России (16): № 1 (2001, 2002, 2003, 2004, 2005, 2006, 2007, 2008, 2009, 2010, 2011/12, 2012/13, 2013/14, 2015/16[178]), № 2 (2017/18) № 3 (2014/15).
- Член Клуба Игоря Нетто
- Рекордсмен по количеству матчей за сборную России (126)
- Рекордсмен по количеству матчей в чемпионатах России (489)
- Лучший тренер Первой лиги в сезоне-2022/23